# L'Autoroute sauvage
L'Autoroute sauvage est un roman post-apocalyptique de Gilles Thomas publié en 1976 dans la collection Anticipation de Fleuve noir.

## Résumé
Gérald, un aventurier solitaire, traverse la France dévastée par une catastrophe bactériologique. C'est un survivant aguerri, connaissant tout ce qu'il faut pour survivre ; il délivre Annie d'une troupe de sauvages, et accepte de la suivre malgré lui vers Paris, ville alors de tous les dangers, pour récupérer un mystérieux dossier contenant un remède au fléau de la Peste bleue. Chemin faisant, ils rencontrent Thomas, un asiatique, lui-même survivant, avec qui ils finissent par sympathiser.

## Suites
Ce roman est suivi de deux autres : La Mort en billes et L'Île brûlée.

## Histoire éditoriale
Le roman est paru pour la première fois en 1976 dans la collection Anticipation des éditions Fleuve noir, sous une couverture illustrée par René Brantonne.
La trilogie qu'il forme avec La Mort en billes et L'Île brûlée a été rééditée en intégrale en 2008 aux éditions Bragelonne, dans leur collection « Trésors de la SF », dirigée par l'écrivain de science-fiction Laurent Genefort.

## Adaptation et influence
- Ce roman a été adapté en bande dessinée avec la parution de L'autoroute sauvage, en trois tomes (scénario de Mathieu Masmondet et dessin de Zhang Xiaoyu) parus aux éditions Les Humanoïdes associés, en 2015.
- Ce roman a influencé l'écrivain français Thomas Geha pour A comme Alone et Alone contre Alone.